# Yoo Nam-kyu
Yoo Nam-kyu (kor. 유남규; ur. 4 czerwca 1968) – południowokoreański tenisista stołowy. W 1988 zdobył na Letnich Igrzyskach Olimpijskich w Seulu złoty medal w kategorii gry pojedynczej mężczyzn oraz brązowy medal w kategorii gry podwójnej mężczyzn (grał w parze z Ahn Jae-hyungiem).
Kolejne dwa brązowe medale olimpijskie w kategorii gry podwójnej mężczyzn zdobył w 1992 podczas Letnich Igrzysk Olimpijskich w Barcelonie (grał z Kim Taek-soo) oraz w 1996 na Letnich Igrzyskach Olimpijskich w Atlancie (grał z Lee Chul-seungiem).